# 佳里第十五角太子宮
佳里第十五角玉勅太子宮，簡稱佳里太子宮，位於臺灣臺南市佳里區，主祀中壇元帥。地屬佳里玉勅皇勅金唐殿境內第十五角，為玉勅皇勅金唐殿蕭壠香科先鋒陣之一。曾榮任南鯤鯓代天府吳府三千歲南巡的開路先鋒官。
蕭壠香玉勅代天巡狩勅令太子宮中壇元帥，為「右線先鋒」。

## 主祀神祇
- 主祀：
  - 中壇元帥

## 資料來源
1. ↑  刈香轄境. .
2. ↑  佳里金唐殿乙酉香科五朝王醮記實. .

## 外部連結
- 佳里第十五角玉勅太子宮臉書 （页面存档备份，存于）